# Зборщик, Михаил Павлович
Зборщик Михаил Павлович (22 ноября 1928, село Кирилловка — 9 октября 2018, Донецк) — горный инженер. доктор технических наук (1985), профессор (1986).

## Биография
Окончил Сталинский индустриальный институт (1953).
В 1960—1961 годах — заместитель главного инженера по научно-техническим вопросам шахтоуправления № 10-бис треста «Чистяковантрацит» комбината «Сталинуголь».
В 1965—1968 годах — декан горного факультета, в 1971—1999 годах — проректор по научной работе, одновременно в 1971—1977 годах — заведующий кафедрой горной геомеханики, с 1999 года — профессор кафедры.

## Научное наследие
Область научных интересов: горная геомеханика, охрана и поддержание горных выработок глубоких шахт, предотвращение самонагрева и самовозгорания горных пород угольных месторождений. Создал научную школу по охране и поддержанию в зонах разгрузки горных выработок глубоких шахт.
Под руководством М. П. Зборщика защитились 15 докторов и 19 кандидатов наук. Он был академиком Инженерной академии СССР, автором 545 научных трудов, среди которых 24 монографии, 143 авторских свидетельства и патенты на изобретения, 10 учебных пособий.
Основные печатные труды:
- Геомеханика подземной разработки угольных пластов : Учеб. пособие: В 3-х т. Т. 1/ М. П. Сборщик, М. А. Ильяшов; Донец. нац. техн. ун-т. — Донецк, 2006. — 256 c. — Библиогр.: с. 247—250 — рус.
- Геомеханика подземной разработки угольных пластов : учеб. пособие: в 3 т. Т. 3/ М. П. Сборщик, М. А. Ильяшов, А. П. Стариков; Донец. нац. техн. ун-т, ГВУЗ "Донец. нац. техн. ун-т. — Донецк, 2008. — 198 c. — Библиогр.: с. 191—192 — рус.
- Рельеф залегания положистых угольных пластов и их влияние на геомеханические и газодинамические проявления при разработке : Моногр. / М. П. Сборщик, В. И. Пилюгин; Донец. нац. техн. ун-т. — Донецк, 2005. — 220 c. — Библиогр.: с. 210—220. — укp.
- Выбор способов охраны и места расположения подготовительных выработок. К., 1970 (соавт.);
- Охрана выработок глубоких шахт в выработанном пространстве. К., 1978;
- Предотвращение газодинамических явлений в угольных шахтах. К., 1984 (соавт.);
- Предотвращение самовозгорания горных пород. К., 1990 (соавт.);
- Охрана выработок глубоких шахт в зонах разгрузки. К., 1991 (соавт.);
- Предотвращение экологически вредных проявлений в осадочных породах угольных месторождений. Д., 1996 (соавт.);
- Основы теории определения состояния добычных объектов в процессе их функционирования / М. П. Сборщик, Н. И. Чичикало; Донец. гос. техн. ун-т. — Донецк, 1998. — 115 c. — Библиогр.: 176 назв. — рус.
- Горение пород угольных месторождений и их тушение / М. П. Сборщик, В. В. Осокин. — Донецк : ДонГТУ, 2000. — 180 c. — Библиогр.: 59 назв. — рус.

## Награды
- Премия СМ СССР (1991).
- Гос. премия Украины в области науки и техники (1993).
- Орден «За заслуги» 3-го ст. (1998).